# Roger Penrose
Sir Roger Penrose, OM, FRS, angleški fizik, astrofizik, kozmolog, matematik, razvedrilni matematik in filozof, nobelovec, * 8. avgust 1931, Colchester, grofija Essex, Anglija.
Penrose je emeritus profesor matematike Rouse Balla na Matematičnem inštitutu Univerze v Oxfordu in član emeritus oxfordskega Kolidža Wadham.
Najbolj je znan po svojem delu iz matematične fizike, še posebej po svojih doprinosih k splošni teoriji relativnosti in fizikalni kozmologiji. Prejel je več priznanj in nagrad, med njimi Wolfovo nagrado za fiziko leta 1988, ki jo je prejel skupaj s Hawkingom za njun doprinos k razumevanju Vesolja, in Nobelovo nagrado za fiziko leta 2020.

## Življenje in delo
Penrose je sin genetika, psihiatra, matematika in šahovskega teoretika Lionela Sharplesa Penrosea in Margaret Leathes, ter vnuk fiziologa in biokemika Johna Beresforda Leathesa. Njegov starejši brat Oliver je matematik in fizik, mlajši brat Jonathan pa šahovski velemojster. Njegov stric Roland je bil umetnik, zgodovinar in pesnik.
Roger je bil prezgodaj razviti otrok. Diplomiral je iz matematike na Univerzitetnem kolidžu v Londonu. Leta 1958 je doktoriral na Univerzi v Cambridgeu pod Toddovim mentorstvom z dizertacijo o tenzorskih metodah v algebrski geometriji.
Z očetom sta leta 1958 objavila vrsto nemogočega predmeta, Penroseove stopnice, katere je upodobil tudi nizozemski grafik M. C. Escher.
V letu 1965 je dokazal da lahko singularnosti, kot so na primer črne luknje, nastanejo iz gravitacijskega kolapsa gostih, umirajočih zvezd. Njegovo delo je razširil Hawking z dokazom izrekov o singularnostih.
Penrose je leta 1967 razvil teorijo tvistorjev, ki preslikajo geometrijske objekte v prostoru Minkowskega v štirirazsežni kompleksni prostor z metriko (2,2). Leta 1969 je predvidel domnevo vesoljske cenzure. Ta predlaga, da nas Vesolje varuje pred naravno nepredvidljivostjo gravitacijskih singularnosti na ta način, da jih zakriva pred našimi očmi. Domneva še ni dokazana.
Leta 1974 je odkril Penroseova pokritja, ki z dvema mnogokotnikoma (romboma) neperiodično pokrijejo ravnino. Leta 1984 so našli podobne vzorce pri razporeditvi atomov v kvazikristalih.
Njegovo najpomembnejše odkritje bi lahko bilo odkritje spinskih mrež iz leta 1971, ki so kasneje tvorile geometrijo prostor-časa v zančni kvantni gravitaciji. Znan je tudi po zamisli Penroseovih diagramov (slučajnih diagramov).

## Priznanja
Od leta 1972 je član Kraljeve družbe iz Londona.

### Nagrade
Leta 1971 je Penrose prejel Dannie Heinemanovo nagrado za matematično fiziko Ameriškega fizikalnega društva, leta  1989 pa Diracovo medaljo in nagrado Fizikalnega inštituta (IoP).
Leta 2000 je prejel medaljo Karla Schwarzschilda Nemškega astronomskega društva (AG).
Za svoje znanstvene dosežke je leta 2008 prejel Copleyjevo medaljo Kraljeve družbe iz Londona.
Leta 2020 je prejel Nobelovo nagrado za fiziko »za odkritje, da je nastanek črnih lukenj robusten prediktor splošne teorije relativnosti.«